# أليكس رودريغيز (لاعب كرة قدم)
أليكس رودريغيز (بالإسبانية: Alex Rodriguez) (1 أغسطس 1993 في إسبانيا - ) هو لاعب كرة قدم إسباني في مركز الوسط. لعب مع نادي بوافيشتا ونادي سندرلاند ونادي ويلينغتون فينيكس.

## وصلات خارجية
- أليكس رودريغيز على موقع قاعدة بيانات كرة القدم.إي يو (الإنجليزية)
- أليكس رودريغيز على موقع Soccerway.com (الإنجليزية)
- أليكس رودريغيز على موقع عالم كرة القدم.نت (الإنجليزية)